# Moose Island
Moose Island – niezamieszkana wyspa na jeziorze Jackson Lake w stanie Wyoming.

## Geografia
Wyspa jest położona w środkowej części jeziora Jackson Lake, tuż przy osadzie Colter Bay Village. Znajduje się na terenie zatoki Pelican Bay. Średnia wysokość wyspy to 2060 m n.p.m.